# King Cove
King Cove è una città degli Stati Uniti d'America, situata nella Borough delle Aleutine orientali, nello Stato dell'Alaska.